# Aston Martin V8
Aston Martin V8 är en sportbil, tillverkad av den brittiska biltillverkaren Aston Martin mellan 1969 och 1990.

## DBS V8
Aston Martins motorkonstruktör Tadek Marek hade jobbat med en ny motor som skulle ersätta den sexcylindriga från DB4/5/6-serien. Man hade testat den nya V8:an på Le Mans 24-timmars 1967 med uselt resultat. Därför dröjde det ytterligare några år innan motorn gjorde debut i DBS V8 och leveranser till kund startade först våren 1970. DBS V8 tillverkades i 398 exemplar.

## V8
I samband med att David Brown sålde Aston Martin till Company Developments Ltd 1972, försvann namnet DBS. Bilen bytte nu namn till Aston Martin V8. Samtidigt modifierades den kritiserade fronten med mer traditionella Aston-former och enkla strålkastare. 1973 byttes bränsleinsprutningen ut mot Weber-förgasare. Aston Martin drabbades hårt av oljekrisen och företaget gick i konkurs 1974. Produktionen låg nere ett drygt år, men med nya ägare kom produktionen igång igen och V8:an tillverkades, trots ständig brist på pengar till utveckling, fram till 1989, de sista åren återigen med insprutningsmotor. Totalt tillverkades 1 975 coupéer, inklusive Vantage.

## Volante
Ett av de nya ägarnas första beslut var att ta fram en cabriolet-variant av V8:an. Volante debuterade i juni 1978 och med 883 tillverkade exemplar, inklusive Vantage, hjälpte den till att hålla firman på fötter.

## V8 Vantage
1977 introducerades även en Vantage-version av V8:an, kallad den första brittiska superbilen. Motorn trimmades med hjälp av bland annat nya kamaxlar och större förgasare. Karossen modifierades med större luftintag i fronten, större scoop på motorhuven för att rymma de nya förgasarna samt ett rejält spoilerpaket. Från 1986 kunde bilen levereras med den än starkare motorn från Vantage Zagato. Samtidigt presenterades även en öppen Volante-version.

## V8 Zagato
Mellan 1986 och 1988 byggde Zagato 52 exemplar av V8 Vantage Zagato. Med trimmade Vantage-motorer hade Zagaton imponerande prestanda, med en toppfart på 300 km/h. Dessa coupéer följdes av ytterligare 37 öppna V8 Volante Zagato mellan 1988 och 1990. Dessa hade den snällare V8-motorn, men flera har konverterats i efterhand med Vantage-motorn.

## Motor
| Modell            | Motor              | Cylindervolym | Effekt | Bränslesystem                    |
| ----------------- | ------------------ | ------------- | ------ | -------------------------------- |
| DBS V8            | 8-cyl V-motor dohc | 5340 cm³      | 300 hk | Bosch bränsleinsprutning         |
| V8                | 8-cyl V-motor dohc | 5340 cm³      | 300 hk | 4 st Weber förgasare             |
| V8 (86-89)        | 8-cyl V-motor dohc | 5340 cm³      | 300 hk | Weber-Marelli bränsleinsprutning |
| V8 Vantage        | 8-cyl V-motor dohc | 5340 cm³      | 380 hk | 4 st Weber förgasare             |
| V8 Vantage Zagato | 8-cyl V-motor dohc | 5340 cm³      | 410 hk | 4 st Weber förgasare             |

## Bilder

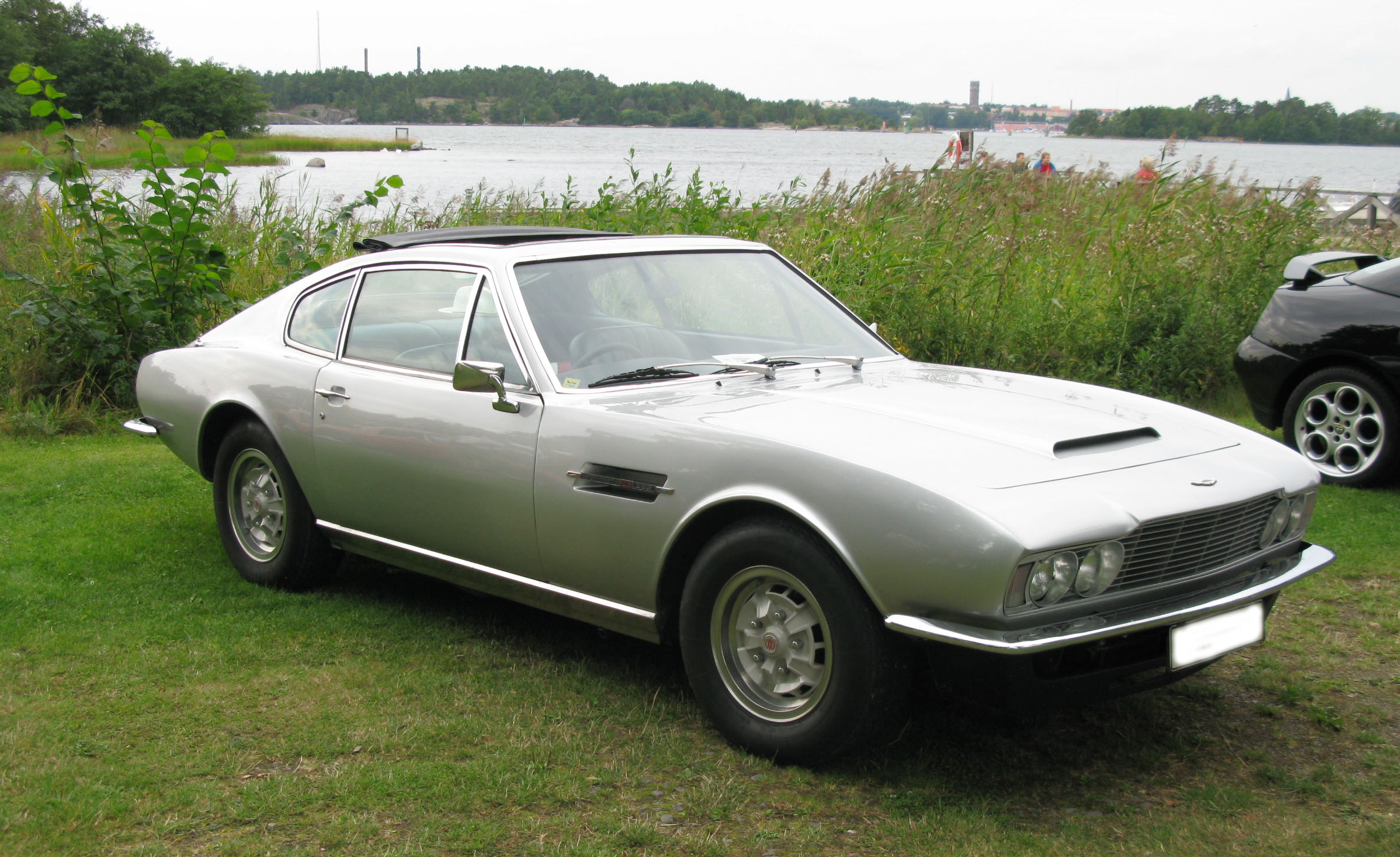
Aston Martin DBS V8 1970.
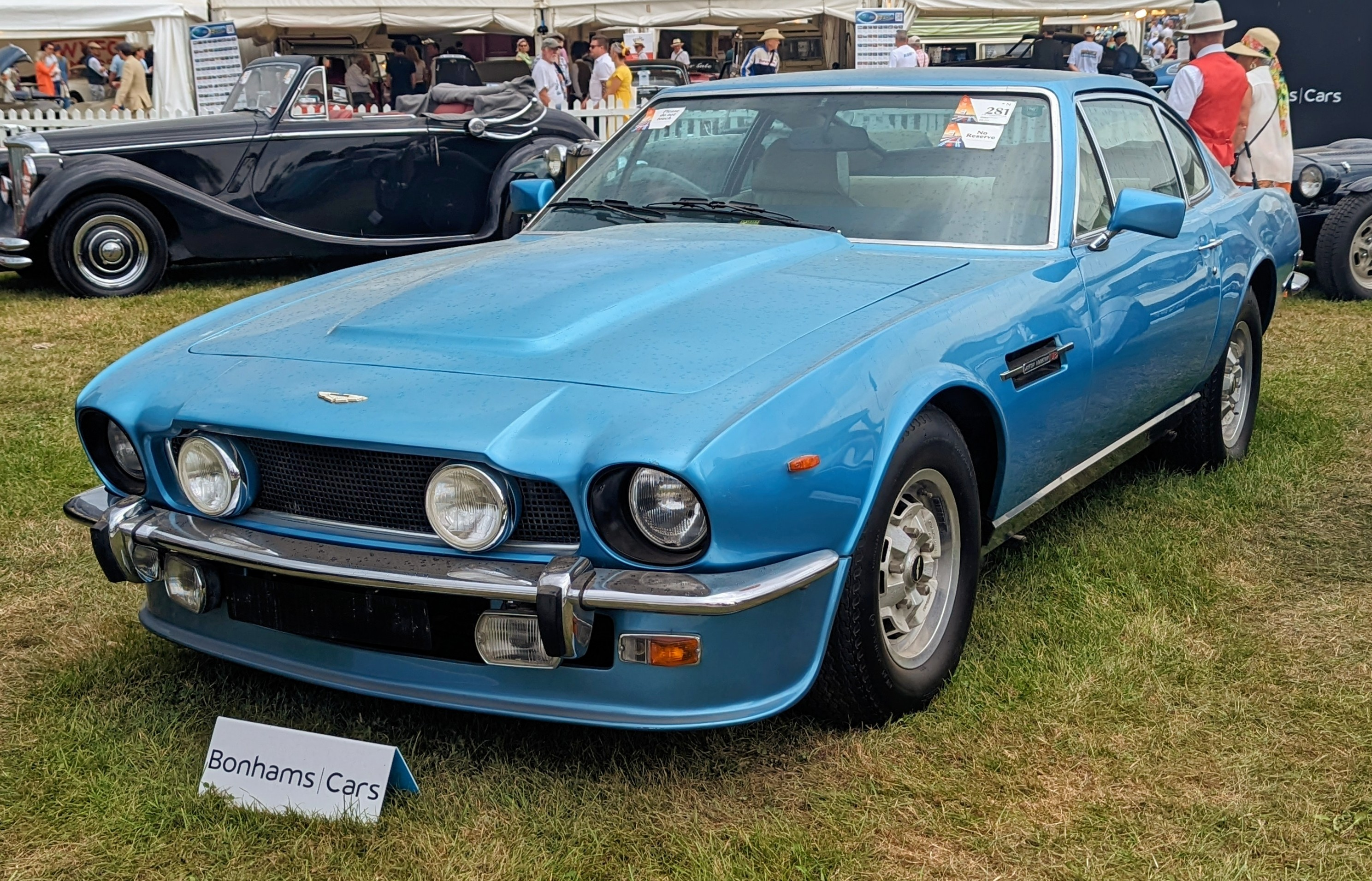
Aston Martin Vantage 1978.
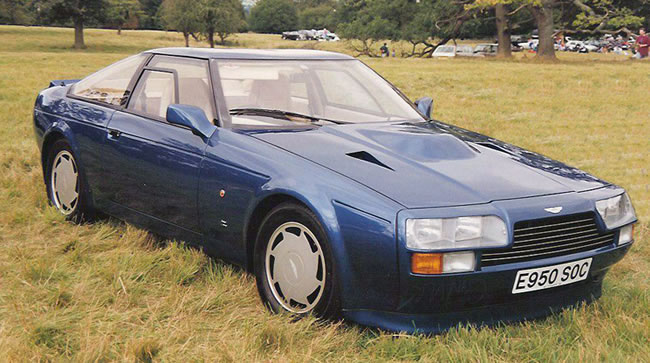
Aston Martin Vantage Zagato 1986.